# 蒙羅 (布宜諾斯艾利斯省)

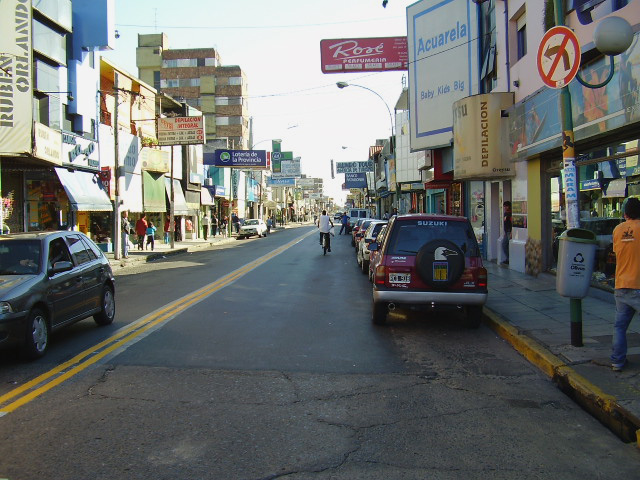
蒙羅

蒙羅是阿根廷的城鎮，位於該國東北部，距離首府布宜諾斯艾利斯20公里，由布宜諾斯艾利斯省負責管轄，始建於1912年4月30日，面積5.8平方公里，海拔高度26米，2001年人口35,844。

## 外部連結
- （西班牙文） Munro City website